# Лењир
Лењир (од  ) је инструмент, који се користи у геометрији, техничком цртању и инжењерству за повлачење правих линија одређених или неодређених дужина као и за мерење димензија у простору или на површима. Лењир је најчешће квадарни комад пластике мале дебљине са урезаном скалом која је подељена на центиметре и милиметре или на инче и делове инча. Поред пластике, за израду се користе дрво и метал.

## Варијанте
Лењири су одавно прављени од различитих материјала и у више величина. Неки су дрвени. Пластика се такође користи откако је измишљена; могу се обликовати са ознакама дужине уместо да буду исписани. Метал се користи за издржљивије лењире за употребу у радионици; понекад је метална ивица уграђена у дрвени лењир за стол да би се очувала ивица када се користи за праволинијско сечење. Дужина од 12 in (30 cm) је корисна за држање лењира на столу како би се помогло у цртању. Краћи лењири су погодни за држање у џепу. Дужи лењири, на пример, 18 in (46 cm), су неопходни у неким случајевима. Користе се и чврсти дрвени или пластични метар дужине 1 јард и метарски штап дужине 1 метар. Класично, дугачке мерне шипке су коришћене за веће пројекте, које су сада замењене мерном траком, геодетским точком или ласерским даљиномерима.
Столни лењири се користе у три главне сврхе: за мерење, за помоћ при цртању правих линија и као прави водич за сечење и зарезивање сечивом. Практични лењири имају ознаке удаљености дуж својих ивица.
Линијски мерач је врста лењира који се користи у штампарској индустрији. Они могу бити направљени од различитих материјала, обично метала или провидне пластике. Јединице мере на основном линијском мерачу обично укључују инче, ахат, пајк и тачке. Детаљнији мерачи линија могу да садрже узорке ширине линија, узорке уобичајеног типа у неколико величина тачака, итд.
Мерни инструменти слични по функцији лењирима се праве преносивим преклапањем (столарски лељир за преклапање) или увлачењем у калем (метална трака) када се не користе. Када се продуже за употребу, они су равни, као лењир. Илустрације на овој страници приказују столарски лењир од 2 m (6 ft 7 in), које се савија на дужину од 25 cm (10 in) да би лако стао у џеп, и траку од 5 m (16 ft) која се увлачи у мало кућиште.
Флексибилни инструмент за мерење дужине који није нужно раван у употреби је кројачки тракасти метар, дужина траке калибрисана у инчима и центиметрима. Користи се за мерење око чврстог тела, на пример, за мерење струка особе, као и за линеарно мерење, на пример, за унутрашњу дужину ногу. Замотан је када се не користи, те заузима мало простора.
Софтверски програм лењира може се користити за мерење пиксела на екрану рачунара или мобилног телефона. Ови програми су такође познати као екрански лењири.

## Примене лењира у геометрији
У геометрији, лењир без икаквих ознака (линија) може се користити само за цртање правих линија између тачака. Линија се такође користи за цртање тачних графикона и табела.
Конструкција лењиром и шестаром се односи на конструкције које користе неозначени лењир и шестар. Лењиром и шестаром могуће је поделити угао на два једнака дела. Међутим, може се доказати да је немогуће поделити угао на три једнака дела користећи само шестар и лењир — проблем трисекције угла. Међутим, ако се на лењиру оставе две ознаке, проблем постаје решив.

## Историја
У историји мерења коришћене су многе јединице за растојање које су биле засноване на деловима људског тела као што су лакат, шака и стопало и ове јединице су варирале по дужини у зависности од ере и локације. У касном 18. веку метрички систем је ушао у употребу и усвојен је у различитом степену у скоро свим земљама света.
Најстарији сачувани мерни штап је шипка од легуре бакра која датира из око 2650 пне и коју је пронашао немачки асириолог Екхард Унгер приликом ископавања у сумерском граду Нипуру (данашњи Ирак).
Лењири направљени од слоноваче били су у употреби у периоду цивилизације долине Инда пре 1500.  п. н. е. Ископавања у Лоталу (2400. п. н. е.) су дала један такав лењир калибрисан на око 1⁄16 in (1,6 mm). Јан Вајтло сматра да је лењир Мохенџо-Даро подељен на јединице које одговарају 1,32 in (33,5 mm) и оне су означене у децималним поделама са невероватном прецизношћу, до 0.005 in (130 mm). Древне цигле пронађене широм региона имају димензије које одговарају овим јединицама.
Антон Улрих је изумео склопиви лењир 1851. Френк Хант је касније направио флексибилни лењир 1902. године.

## Закривљени и флексибилни лењири
Еквивалент лењира за цртање или репродукцију глатке криве, где има облик крутог шаблона, познат је као француска крива. Флексибилни уређај који се може савијати до жељеног облика познат је као лекало или (у својој модернијој инкарнацији) флексибилна крива. Историјски гледано, флексибилни оловни лењир који су користили зидари и који се може савијати према кривинама калупа био је познат као лезбејски лењир.

## Филозофија
Лудвиг Витгенштајн је славно користио лењире као пример у својој расправи о језичким играма у Филозофским истраживањима. Он је истакао да је стандардна метарска полуга у Паризу критеријум према којем су сви остали лењири били дугачки један метар, али да не постоји аналитички начин да се покаже да је сам еталон метра дугачак један метар. Могло би се само тврдити да је један метар као део језичке игре.

## Галерија
- Три месингана лењира у кутији
- Месингани угаоник са либелом
- Месингани угаоник са либелом у кутији